# Grandola ed Uniti
Grandola ed Uniti – miejscowość i gmina we Włoszech, w regionie Lombardia, w prowincji Como.
Według danych na rok 2004 gminę zamieszkiwało 1261 osób, 74,2 os./km².